# Lithocarpus chiungchungensis
Lithocarpus chiungchungensis là một loài thực vật có hoa trong họ Cử. Loài này được Chun & P.C.Tam mô tả khoa học đầu tiên năm 1965.